# Централноамерикански змии бегачи
Централноамериканските змии бегачи (Alsophis) са род влечуги от семейство Смокообразни (Colubridae).
Таксонът е описан за пръв път от австрийския зоолог Леполод Фицингер през 1843 година.

## Видове
- Alsophis antiguae
- Alsophis antillensis
- Alsophis danforthi
- Alsophis manselli
- Alsophis rijgersmaei
- Alsophis rufiventris
- Alsophis sanctonum
- Alsophis sibonius